# Azaña, cuatro días de julio
Azaña, cuatro días de julio o Azaña es una película, en clave de documental, que narra la historia del último presidente de la II República Española después del alzamiento militar que desembocó en la trágica Guerra Civil. La película recrea la vida de Manuel Azaña hasta su muerte en Montauban pasando por el duro exilio.
La película se ha rodado en el Palacio Real de Madrid, el Parlamento de Cataluña, Montserrat, Besalú, Casas Viejas (Cádiz), Montauban y Riudellots de la Selva (Gerona).

## Ficha técnica
- Dirección y guion: Santiago San Miguel
- Director de producción: Iñaki Acárregui
- Director de fotografía: Jaume Peracaula y Alfredo Mayo
- Dirección artística y vestuario: María Isabel Dorante
- Montaje: Guillermo Maldonado
- Jefe de sonido: José Luis Mendieta

## Ficha artística
- Manuel Azaña: Jordi Dauder
- Dolores Rivas: Rosa Renom
- Saravia: Mario Pardo
- Antonio Lot: Álvaro de Juan
- Cipriano Rivas: Juan Carlos Gustems
- Martínez Barrio: Ricard Borràs
- Casares Quiroga: Nicolás Barrero

## Premios
I edición de los Premios Gaudí
| Categoría                                | Persona      | Resultado |
| ---------------------------------------- | ------------ | --------- |
| Mejor interpretación masculina principal | Jordi Dauder | Ganador   |